# لانسينغ ستاوت
لانسينغ ستاوت هو محامي وقاضي وسياسي أمريكي، ولد في 27 مارس 1828 في نيويورك في الولايات المتحدة، وتوفي في 4 مارس 1871 في بورتلاند في الولايات المتحدة. نشط حزبياً في الحزب الديمقراطي والحزب الجمهوري. وقد انتخب عضو مجلس ولاية أوريغون ‏ وانتخب عضو مجلس النواب الأمريكي.